# 大変な結婚
『大変な結婚』（たいへんなけっこん、原題：가문의 영광（→家門の栄光））は、2002年公開の韓国映画。監督はチョン・フンスン、主演はチョン・ジュノ・キム・ジョンウン。家門シリーズの第一作であり、次作は『家門の危機』。

## キャスト
- パク・テソ：チョン・ジュノ
- チャン・ジンギョン - 長女：キム・ジョンウン
- チャン・インテ - 長男：ユ・ドングン
- チャン・ソクテ - 次男：ソン・ジル
- チャン・ギョンテ - 三男：パク・サンウク
- チャン・ジョンジョン - 父：パク・クニョン
- ユジン：イ・ソヨン

### 吹き替え
- パク・デソ：宮本充
- ジャン・ジンギョン：魏涼子
- インテ：塩屋浩三
- ソクテ：星野充昭
- ギョンテ：河野智之
- ジョンジョン：糸博
- ユジン：引田有美
- その他：斉藤次郎／柳沢真由美／山門久美／高宮武郎／一馬芳和／古宮吾一／青山桐子／水野光太／梯篤司／井上亜紀

## 受賞

### 2002年度
- 第23回青龍映画賞：人気スター賞（チョン・ジュノ）
- 第39回百想芸術大賞：人気賞（キム・ジョンウン）